# Noordwest-Saksisch voetbalkampioenschap 1919/20
In 1919/20 werd het negentiende voetbalkampioenschap van Noordwest-Saksen gespeeld, dat georganiseerd werd door de Midden-Duitse voetbalbond. De competitie werd hervormd, de clubs uit Noordwest-Saksen en uit de Elbe-Elstercompetitie werden in één competitie ondergebracht, de Kreisliga Nordwest-Sachsen. In de praktijk bracht dit geen wijzigingen mee omdat de clubs uit Elbe-Elster in de tweede klasse ingedeeld werden aangezien zij als te zwak beschouwd werden. 
VfB Leipzig werd kampioen en plaatste zich voor de Midden-Duitse eindronde. Voor het eerst werd de eindronde in een groepsfase gespeeld met 6 clubs. VfB werd kampioen en plaatste zich zo voor de eerste naoorlogse eindronde om de Duitse landstitel. 
De club werd in de eerste ronde verslagen door 1. FC Nürnberg. 

## Kreisliga
| Plaats | Club                         | Wed. | Saldo | Ptn.  |
| ------ | ---------------------------- | ---- | ----- | ----- |
| 1.     | VfB Leipzig 1893             | 16   | 43:12 | 29:3  |
| 2.     | SV Eintracht 04 Leipzig      | 16   | 31:21 | 23:9  |
| 3.     | SpVgg 1899 Leipzig-Lindenau  | 16   | 37:22 | 22:10 |
| 4.     | SV Fortuna Leipzig 02        | 16   | 27:27 | 18:14 |
| 5.     | SC Wacker 1895 Leipzig       | 16   | 20:26 | 13:19 |
| 6.     | VfL Olympia 96 Leipzig       | 16   | 29:36 | 12:20 |
| 7.     | Leipziger BC 1893            | 16   | 27:43 | 12:20 |
| 8.     | VfTuB 1905 Leipzig           | 16   | 24:37 | 11:21 |
| 9.     | FC Sportfreunde 1900 Leipzig | 16   | 12:26 | 4:28  |

BV Olympia Leipzig nam voor één seizoen de naam VfL Olympia 96 Leipzig aan.
|  | Kampioen, geplaatst voor Midden-Duitse eindronde |

## 1. Klasse
| Plaats | Club                    | Wed.           | W              | G              | V              | Saldo          | Ptn.           |
| ------ | ----------------------- | -------------- | -------------- | -------------- | -------------- | -------------- | -------------- |
| 1.     | FC Viktoria 03 Leipzig  | 20             | 17             | 1              | 2              | 51:18          | 35:5           |
| 2.     | SV Britannia 99 Leipzig | 20             | 11             | 7              | 2              | 42:28          | 28:12          |
| 3.     | SV Pfeil 05 Wahren      | 20             | 12             | 2              | 6              | 55:29          | 26:14          |
| 4.     | FC Wettin Wurzen        | 20             | 10             | 3              | 7              | 49:44          | 23:17          |
| 5.     | Leipziger SV 02         | 20             | 8              | 5              | 7              | 44:23          | 21:19          |
| 6.     | BC Arminia 03 Leipzig   | 20             | 7              | 7              | 6              | 37:37          | 21:19          |
| 7.     | SV Viktoria 06 Leutzsch | 20             | 6              | 6              | 8              | 32:47          | 18:22          |
| 8.     | SV Tapfer 06 Leipzig    | 20             | 7              | 2              | 11             | 26:38          | 16:24          |
| 9.     | FC Lipsia 93 Leipzig    | 20             | 4              | 4              | 12             | 22:40          | 12:28          |
| 10.    | SV Germania Leipzig     | 20             | 4              | 4              | 12             | 24:53          | 12:28          |
| 11.    | SV Corso 02 Leipzig     | 20             | 3              | 3              | 14             | 18:42          | 9:31           |
| 12     | Connewitzer BC 1909     | Teruggetrokken | Teruggetrokken | Teruggetrokken | Teruggetrokken | Teruggetrokken | Teruggetrokken |

|  | Promotie |